# Pureza (1940)
Pureza é um filme brasileiro de drama de 1940 dirigido por Chianca de Garcia a partir do seu roteiro com Milton Rodrigues, além de diálogos escritos por José Lins do Rego. O filme é baseado no livro homônimo de José Lins do Rego Teve Adhemar Gonzaga como produtor e a Cinédia como companhia produtora.

## Elenco
| Ator/Atriz         | Personagem               |
| ------------------ | ------------------------ |
| Procópio Ferreira  | Cavalcanti               |
| Sarah Nobre        | Francisquinha            |
| Sônia Oiticica     | Maria Paula              |
| Conchita de Moraes | Felismina, a empregada   |
| Nilza Magrassi     | Margarida "Marga"        |
| Sérgio Serrano     | Dr. Jorge                |
| Sadi Cabral        | Cego Ladislau            |
| Roberto Acácio     | Chico Bem-Bem            |
| Manoel Rocha       | Coronel Juçara           |
| Pedro Dias         | Zé do Leme-Cabra         |
| Bandeira de Melo   | Comparsa do jogo         |
| Jayme Pedro Silva  | Joca, o negrinho         |
| Júlia Vidal        | Mulher gorda             |
| J. Silveira        | Cabra Morim              |
| Roberto Lupo       | Empregado do Cel. Juçara |
| Arthur Leitão      | Maquinista               |
| Zaira Cavalcanti   | —                        |
| Zizinha Macedo     | —                        |